# Nannophrys guentheri
A Nannophrys guentheri a kétéltűek (Amphibia) osztályához, a békák (Anura) rendjéhez és a valódi békafélék (Ranidae) családjához tartozó, mára már kihalt faj.

## Megjelenése
A Nannophrys guentheri példányai mind meglehetősen aprók voltak. Fejük kicsi, koponyáik nem csontosak, pofájuk kerek és rövid volt. Mellső lábaik első ujja kifejezetten megrövidült, míg hátsó lábukon egy ujj kiemelkedően hosszú volt. A test különböző tájain apró világos foltok tarkították az egyébként sötétbarna márványozott bőrt. Hasuk fehérbe hajlóan világos színezetű volt. A hímek mindössze 29 mm-esek voltak, valamint két belső hangadó szervük is volt.

## Elterjedése és kihalása
A Nannophrys guentheri Srí Lanka területén volt őshonos. A fajt először George Albert Boulenger írta le 1882-ben, tudományos nevét viszont a német születésű brit Albert Günther zoológusról kapta. A faj kihalási körülményeit nagy valószínűséggel az ember terjeszkedése okozta.

## Rokon fajok
A Nannophrys nemzetségbe három recens faj is tartozik, a Nannophrys ceylonensis, a Nannophrys marmorata és a 2007-ben felfedezett Nannophrys naeyakai. A nemzetségbe tartozó fajok elkülönítésénél nagyon fontos határozóbélyeg az ujjak hossza.

## Fordítás
Ez a szócikk részben vagy egészben  a   Nannophrys guentheri című angol Wikipédia-szócikk fordításán alapul.  Az eredeti cikk szerkesztőit annak laptörténete sorolja fel. Ez a jelzés csupán a megfogalmazás eredetét és a szerzői jogokat jelzi, nem szolgál a cikkben szereplő információk forrásmegjelöléseként.